# Друга књига Самуилова
Друга књига Самуилова нема конкретног аутора. Самуило је умро при крају Прве Самуилове тако да он не може бити писац друге књиге. Могући писци ове књиге су Натан и Гад (видети 1.Дневника 29:29).
Првобитно, Прва и Друга Самуилова књига су биле садржане у једној књизи. Преводиоци Септуагинте су их раздвојили и задржали смо ту поделу. Догађаји из Прве Самуилове књиге су се десили у временском распону од приближно 100 година, од 1100. п. н. е. до 1000. п. н. е.. Догађаји из Друге Самуилове књиге обухватају наредних 40 година. Тако да би датум писања могао бити после 960. п. н. е..
Друга Самуилова књига бележи владавину краља Давида. Ова књига ставља Давидов Завет у историјски контекст.

## Књижевни састав
Друга књига о Самуилу, заједно са Првом књигом о Самуилу, описује историју Израела од последњег судије Самуила до краља Давида. Обе књиге о Самуилу у хебрејској Библији чиниле су једно дело. У Септуагинти и Вулгати наводе се као Прва и Друга књига о краљевима, док се Прва и Друга књига о краљевима наводе као Трећа и Четврта књига о краљевима.

## Историја и време настанка
Због погрешног тумачења текста Прве књиге летописа (1 Лет 29,29) настаје предање да их је написао Самуил, па је и у њихов наслов касније стављено Самуилово име. Али књиге не потичу од Самуила нити је он централна личност у њима. Само први део прве књиге говори о њему. Друга књига о Самуилу покрива раздобље од Саулове смрти у бици са Филистејцима код Гилбое око 1010. године п. н. е. па све до смрти краља Давида око 970. године п. н. е. Стручњаци сматрају да је књиге о Самуилу настала из извора који потичу из различитих периода. Један од њих, старији, требало би да потиче из Соломоновог доба (970. - 931. г.). У њему се оснивање краљевства оцењује као Божји благослов. Самуил је мање истакнут; он је више скромни пророк него вођа народа. Саул је племенит, али несрећан, а Давид је прави јунак, али има и људских слабости. Друга књига Самуилова настала је углавном на темељу тога извора. Млађи извор потиче негде из последњих деценија краљевине (750. – 650.)

## Кратки садржај
Друга књига Самуилова може бити подељена на два главна дела —Давидове победе (поглавља 1-10) и Давидове неприлике (поглавља 11-20). Последњи део књиге је нехронолошки додатак који садржи детаље из периода Давидове владавине (поглавља 21-24).
Књига почиње тако што Давид добија вест о смрти Саула и његовог сина. Он проглашава жалост за њима. Убрзо након тога Давид је крунисан за цара града Јудиног, а један од преживелих Саулових синова, Исвостеј постаје цар Израела (поглавље 2). У току грађанског рата, након што је Исвоствеј убијен, Израелци су помазали Давида за свог цара (поглавља 4-5).
Давид је своје царство преселио из Хеврона у Јерусалим, а касније је пренео и Божији ковчег (поглавља 5-6). Бог је одбацио Давидов план да изгради храм у Јерусалиму, и обећао му следеће ствари: 1) да ће имати сина да влада након њега; 2) да ће његов син изградити Божији храм; 3) да ће утврдити престо царства његовог сина за навек; и 4) да неће уклонити своју милост са куће Давидове (2.Самуилова 7:4-16).
Давид води Израл у победе над многим непријатељским народима који их окружују. Он такође показује доброту према Јонатановој породици, узимајући његовог хромог сина, Мефивостеја да “за свагда једе за царским столом” и даје му сво Саулово имање (поглавља 8-10).
Тада Давид пада. Он због пожуде чини прељубу за лепом женом по имену Витсавеја, а након тога наређује да њен муж буде убијен (поглавље 11). Бог је послао Давиду пророка Натана који му је указао на грехе које чини. Тада се Давид исповеда, а Бог му милостиво опрашта. Међутим, Господ је рекао Давиду да ће се подићи зло унутар његове куће.
Невоља настаје када Давидов прворођени син, Амнон, силује своју полусестру Тамару. Тамарин брат Авесалом из освете убија Амнона. Након тога Авесалом бежи у Јерусалим да се не би суочио са бесом свога оца. Касније се Авесалом дигао против Давида а побуни су се придружили и неки Давидови некадашњи пријатељи (поглавља 15-16). Давид је присиљен да изађе из Јерусалима, а Авесалом је за кратко време поставио себе за цара. Узурпатор је поражен, упркос и против Давидове молбе је убијен. Давид оплакује свог палог сина.
Остатак Давидове владавине је прожет општим осећајем немира. Израелски народ прети да се отцепи од Јуде, и Давид треба да сузбије наредне немире (поглавље 20).
Додатак књизи садржи информације о три године глади у земљи (поглавље 21), Давидову песму Господу (поглавље 22), запис о подвизима Давидових најхрабријих ратника (поглавље 23), Давидов грешан попис народа и недаће које су настале из тога (поглавље 24).

## Предсказања
Господ Исус Христос се пре свега види у два дела Друге Самуилове. Прво, у Давидовом Завету као што је наведено у Другој Самуиловој 7:16: “Него ће тврд бити дом твој и царство твоје довека пред тобом, и престо ће твој стајати довека” и поново у Луки 1:32-33 у речима анђела који се појавио да Марији објави рођење Христово: “Он ће бити велик и зваће се Син Свевишњега, и даће му Господ Бог престо његовог оца Давида, те ће владати над домом Јаковљевим довека, и његовом царству неће бити краја." Христ је испуњење Давидовог Завета; Он је Божији Син у Давидовој лози који ће вечно владати.
Друго, Исус је виђен у Давидовој песми на крају његовог живота (2. Самуилова 22:2-51). Он пева о својој стени, граду и избавитељу, његовом заклону и уточишту. Исус је наша Стена (1. Коринћанима 10:4; 1. Петрова 2:7-9), Избавитељ Израелаца (Римљанима 11:25-27), град нама “који смо прибегли да се ухватимо за наду која је пред нама.” (Јеврејима 6:18 ), и наш једини Спаситељ (Лука 2:11; 2. Тимотеју 1:10).

## Утицај на Нови завет
Почевши од Натановог пророчанства месијанска нада се потхрањивала обећањима која су дана кући Давидовоj. Нови завет се на то позива три пута: Дј 2,30; 2 Кор 6,18; Хеб 1,5. Исус је потомак Давидов и назив „син Давидов“ што му га народ даје признање је његових месијанских обележја.

## Практична примена
Свако може пасти. Чак и човек попут Давида, који је истински желео да следи Господа, и кога је Господ богато благословио, је био подложан искушењу. Давидов грех са Витсавејом би требало да нас упозори да чувамо наше срце, наше очи и наше умове. Гордост због наше духовне зрелости и наше способности да одолимо искушењу у нашој сопственој снази, је први корак до пада (1. Коринћанима 10:12).
Када се искрено покајемо Бог је милостив у опраштању чак и најгнуснијих грехова. Међутим, лечење рана изазваних тим гресима не брише увек ожиљак. Грех има природне последице, чак и када је опроштен, тако да је Давид пожњео оно што је посејао. Његов син из недозвољеног односа са женом другог човека је узет од њега (2. Самуилова 12:14-24) а он је претрпео бол због прекида у свом односу са небеским Оцем (Псалми 32 и 51). Колико је боље избећи грех на првом месту, него касније тражити опроштај!